# Euphlyctis cyanophlyctis
Euphlyctis cyanophlyctis és una espècie de granota que es troba des d'Aràbia fins al sud-est d'Àsia.

## Subespècies
- Euphlyctis cyanophlyctis seistanica
- Euphlyctis cyanophlyctis cyanophlyctis
- Euphlyctis cyanophlyctis microspinulata